# Großsteingrab Reinshagen
Das Großsteingrab Reinshagen war eine megalithische Grabanlage der jungsteinzeitlichen Trichterbecherkultur bei Reinshagen, einem Ortsteil von Lalendorf im Landkreis Rostock (Mecklenburg-Vorpommern). Es wurde im 19. Jahrhundert zerstört. Das Grab lag im Wald bei Reinshagen. Es handelte sich um einen von einem Rollsteinhügel ummantelten Großdolmen. Maße und Ausrichtung sind nicht überliefert. Bei der Öffnung des Grabes wurde eine Ascheschicht mit Steinsplittern gefunden.